# M40 Gun Motor Carriage
Le M40 Gun Motor Carriage est un canon automoteur de calibre 155 mm américain.

## Historique
Après le succès du M12 Gun Motor Carriage, la branche d'artillerie de campagne de l'U.S Army, s'intéressa davantage à l'exploitation d'un canon automoteur lourd pour équiper ses bataillons d'artillerie. La production du M12 dû s'arrêter dès l'année 1944 à cause du manque de canon de modèle M1918, et il fut décidé de le remplacer par le plus récent canon de 155 mm Long Tom. Cependant le châssis M3 ne convenait plus à une telle arme, trop puissante et encombrante et le projet dut être remanié complètement en modifiant à la fois le châssis, pour celui du M4A3E8, et le canon : le projet aboutit avec le T83.

## Nouveau canon, nouveau châssis
Pour pouvoir accueillir le canon M1 de 155 mm, on adopta donc un maximum d'éléments du Sherman dans sa dernière version, le M4A3E8 équipé de suspensions à ressorts horizontaux en spirale. Cinq prototypes à la fois de T83 et de T89 (équipé de l'obusier M1 de 203 mm) furent commandés à la Pressed Steel Car Company en mars 1944, le premier modèle sortit des chaînes en juillet de la même année. Les tests de tirs pour les deux véhicules furent satisfaisants par-dessus toute volonté. Quelques changements eurent lieu dans l'aménagement intérieur, mais globalement le véhicule convint aux demandes de l'U.S Army. Celle-ci lança la production dès janvier 1945. 418 M40 sortirent des usines de la Pressed Steel Car, dont 24 furent convertis plus tard en M43 Howitzer Motor Carriage. La production s'arrêta à la fin de l'année 1945.

## Profil du véhicule
Le véhicule achevé était plus massif que le M12, seule la partie arrière du véhicule était découverte, les postes du pilote et du copilote restaient couverts et équipés de trappes. On installa un pied d'absorption pour le recul à l'arrière du châssis, bien que les tests prouvèrent que le canon pouvait tirer même lorsque celui-ci était rétracté. Le canon M1 avait un angle latéral de 18° pour chaque côté et de 45° en élévation, fournissant une portée de tir de 23 000 mètres. Il pouvait tirer des obus explosifs ((HE)), perçants (HEAT), au phosphore et fumigènes. Sa caisse ne pouvait admettre que 20 obus, deux fois plus tout de même que le M12.

## Mise en service
Le M40, comme le M43 furent affectés pour des tests en combat réels dans le 991th Field Artillery Battallion, pour la mission Zebra (mission d'évaluation du nouveau matériel. Ils participèrent à la prise de Cologne dans des missions de tirs indirects et directs. L'officier chargé de cette mission rapporta le manque de protection pour l'équipage et recommanda la mise en place d'un toit de protection et d'une arme de combat rapproché. Mais la configuration du véhicule et le poids supplémentaire apporté ne permirent pas de répondre à ces exigences. Finalement, la guerre se termina sans réels engagements opérationnels pour les deux nouveaux modèles. Cependant, la fin de carrière pour le M12 leur prédit une place assurée.

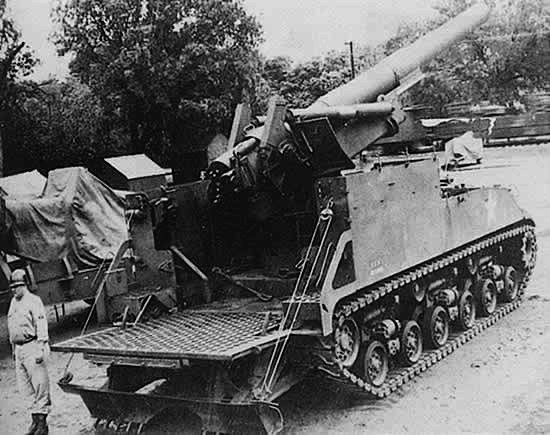
M43 Howitzer Motor Carriage

## Guerre de Corée
Lorsque la guerre éclata contre la Corée du Nord en 1950, la plupart des batteries d'artillerie automotrices ayant combattu sur M12 avaient été rééquipées avec des M40 ou des M43. Ils servirent alors à des missions de soutien de longue portée contre les troupes nord-coréennes et chinoises.

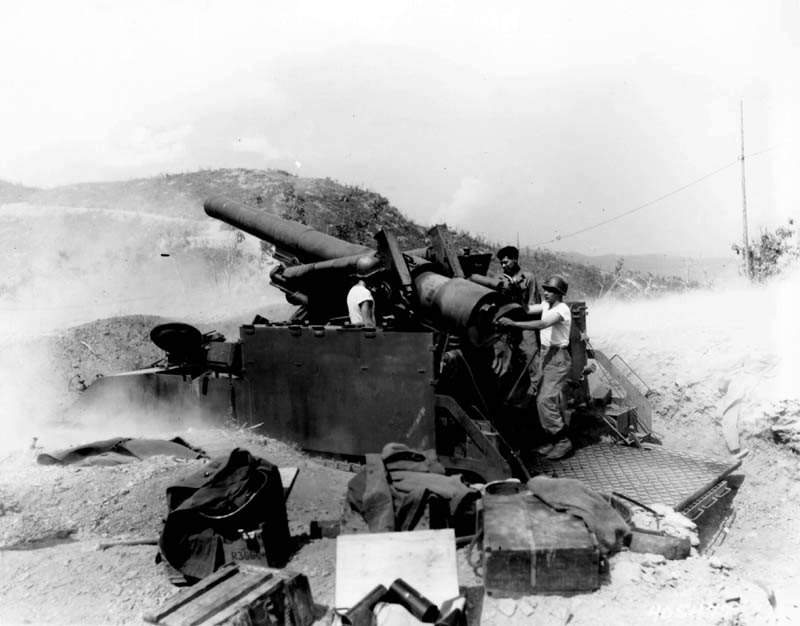
M43 en position de tir en Corée

Affectations certaines:
- 204th Field Artillery Battalion
- 937th Field Artillery Battalion

## Fin de carrière
À la fin de la guerre de Corée, le M40 et le M43 furent jugés obsolètes par les services de l'armée et un matériel plus moderne devait permettre son remplacement. Quelques exemplaires furent confiés à des troupes alliés de l'OTAN. On le trouva ainsi en service dans l'armée française jusqu'en 1972 (dont le 15e régiment d'artillerie lourde divisionnaire de 1962 a 1969) et dans l'armée britannique.

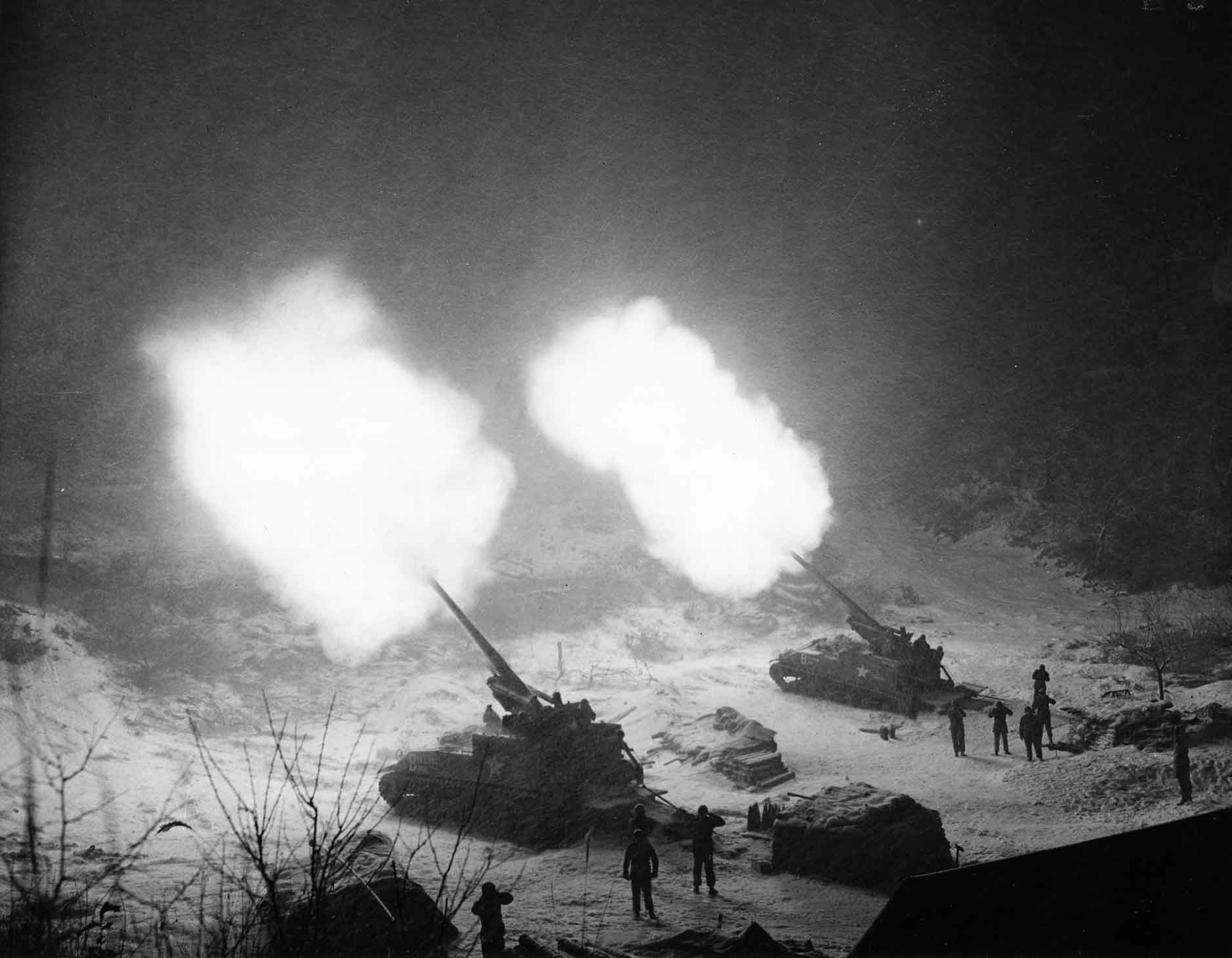
Une paire de M40 ouvre le feu sur des positions chinoises